# The Infinity War
The Infinity War (рус. Война бесконечности) — кроссовер-серия комиксов из шести выпусков, изданная Marvel Comics в 1992 году. Серия была написана Джимом Старлином и нарисована Роном Лимом и несколькими другими художниками (Ян Лафлин, Эл Мильгром, Джек Морелли и Кристи Шил).
Сюжет представляет собой продолжение событий с участием воскрешённого Старлином персонажа Таноса, представленных в комиксе Silver Surfer (рус. Серебряный сёрфер), минисерии в двух частях The Thanos Quest (рус. Поиски Таноса) и минисерии Infinity Gauntlet (рус. Перчатка Бесконечности). Он ведёт прямо в минисерию Infinity Crusade (рус. Бесконечный крестовый поход).

## Сюжет
Когда герой Адам Уорлок обрёл артефакт Перчатку Бесконечности, он вытеснил добрую и злую части своей сущности, чтобы стать абсолютно логичным существом, которое сможет мудро использовать Перчатку. Сей поступок воссоздал его «злую» личность и старого врага Магуса, пожелавшего завоевать вселенную и отомстить Уорлоку и титану Таносу. Магус собрал пять космических сдерживающих установок (похожих на Космический куб) и с обретёнными силами вывел из строя космическую сущность Вечность и создал межпространственную базу и армию допельгангеров — злых «отражений» супергероев Земли.
Исследуя энергию установок, Танос обнаружил Магуса и отступил предупредить Уорлока. Галактус, узнав о состоянии вечности, отправился к источнику этой энергии, а за ним тайно последовали Доктор Дум и Канг-завоеватель, стремившиеся заполучить этот источник для своих целей (и намереваясь предать друг друга). Магус послал на Землю допельгангеров, чтобы отвлечь героев, и злой двойник Мистера Фантастики взорвал гамма-бомбу на собрании героев в Центре Четырёх свобод. Женщина-невидимка сдержала взрыв, а бог грома Тор унёс радиацию в космос, но неожиданная атака Магуса и двойника Таноса убедила героев, что эти двое объединились.
Тем временем, Танос вместе с Уорлоком и его командой Стражей Бесконечности отправились к крепости Магуса. Узнав о состоянии Вечности, несколько героев Земли прибыли туда же. Последовало сражение, которое остановил Галактус. Все вместе они попытались привести в сознание Вечность, чтобы тот отменил петицию Живому трибуналу о запрете далее использовать воедино Камни Бесконечности во вселенной Земли-616. Если Перчатку удастся восстановить, Магуса можно будет убрать из сущего.
Уорлок с ещё не действующей Перчаткой был схвачен Магусом, и на них немедленно напали Дум и Канг. Танос убедил космического героя Квазара использовать против Магуса Абсолютный нулификатор, зная, что Квазар также будет уничтожен. Уорлок был побеждён, а серьёзно ослабленный в бою Магус обнаружил, что его космические установки украли. Дум предал и остановил Канга, а затем потребовал у Магуса Перчатку. Однако только что приведённый в чувство Вечность попросил восстановить Перчатку, на что Живой трибунал дал согласие. По-видимому, всемогущий, Магус легко победил Дума и уничтожил Квазара. Победив своего двойника, Танос отвлёк Магуса, что позволило Уорлоку схватиться со злодеем за Перчатку. Уорлок выпустил из неё составное существо Вечности и его близнеца Бесконечности. Оно остановило Магуса, позволив Уорлоку поглотить его в Камень души. От пережитого Уорлок впал в кому.
Танос объяснил героям, что Магус был обманут и не обретал всемогущества, так как Камень реальности на Перчатке был фальшивым. Герои вернулись на Землю, и на последней странице последнего выпуска выяснилось, что космические установки похитила «добрая» личность Адама Уорлока, Богиня.

## Комиксы, связанные с «Бесконечной войной»
Дополнительные элементы сюжета, рассказанные с точки зрения других персонажей, были представлены в следующих комиксах:
- Alpha Flight #110—112 (июль — сен. 1992)
- Captain America #408 (окт. 1992)
- Daredevil #310 (нояб. 1992)
- Deathlok #16 (окт. 1992)
- Doctor Strange, Sorcerer Supreme #42—47 (июнь — нояб. 1992)
- Fantastic Four #366—370 (июль — нояб. 1992)
- Guardians of the Galaxy #27—29 (авг. — окт. 1992)
- Marc Spector: Moon Knight #41—44 (авг. — нояб 1992)
- Marvel Comics Presents #108—111 (авг. — сен. 1992)
- New Warriors #27 (сен. 1992)
- Nomad том 2, #7 (нояб. 1992)
- Quasar #38—40 (сен. — нояб. 1992)
- Silver Sable and the Wild Pack #4—5 (сен. — окт. 1992)
- Silver Surfer том 3, #67—69 (июль — авг. 1992)
- Sleepwalker #18 (нояб. 1992)
- Spider-Man #24 (июль 1992)
- Warlock and The Infinity Watch #7—10 (авг. — нояб. 1992)
- Wonder Man #13—14 (сен. — окт. 1992)

## Фильм

### Мстители: Война бесконечностииМстители: Финал
В ноябре 2014 года были объявлены даты официальной премьеры экранизации комикса в двух частях — 3 мая 2018 и 2 мая 2019. Режиссёрами обоих фильмов выступят Энтони и Джо Руссо. На данный момент известно, что Крис Эванс, Крис Хемсворт, Марк Руффало, Том Хиддлстон, Том Холланд, Скарлетт Йоханссон, Джереми Реннер, Бенедикт Камбербетч, Роберт Дауни мл., Крис Прэтт, Зои Салдана, Дэйв Батиста, Брэдли Купер, Вин Дизель, Карен Гиллан, Бенедикт Вонг и Джош Бролин вернутся к ролям Капитана Америки, Тора, Брюса Бэннера, Локи, Человек-паука, Чёрной вдовы, Доктора Стрэнджа, Железного человека, Звёздного Лорда, Гаморы, Дракса, Ракеты, Грута, Небулы, Вонга и Таноса соответственно. Так же известно, что в фильмах будет как минимум 68 персонажей.